# Alex Petan
Alexander Franc Petan (Delta, 2 maggio 1992) è un hockeista su ghiaccio canadese naturalizzato italiano, milita come attaccante nell'Hokejski Klub Olimpija, squadra della ICE Hockey League, e nella Nazionale italiana.

## Biografia
Alex Petan è nativo di Delta, città della Columbia Britannica, la cui famiglia ha origini italiane e più precisamente di Reggio Calabria.
Il fratello minore Nic e il cugino Dante Hannoun sono giocatori di hockey su ghiaccio professionisti. L'altro cugino Demico è un ex giocatore.

## Carriera

### Club
Petan esordì nelle leghe giovanili con i Coquitlam Express formazione della BCHL e successivamente nei Michigan Tech Huskies in NCAA. Nel corso della stagione 2015-16 divenne capitano della formazione, alternando le proprie prestazioni con gli Iowa Wild in AHL, che lo lanciarono nel mondo professionistico. L'anno successivo venne ingaggiato dai Quad City Mallards, franchigia di ECHL, che lo prestarono sia agli Iowa Wild in cinque occasioni, sia ai Cleveland Monsters, entrambe compagini di AHL, consentendogli di chiudere con un ruolino di marcia di 46 punti (19 punti e 27 assist) in 69 partite.
Nel giugno 2017 si accasò all'HC Bolzano in EBEL, grazie alla segnalazione che l'ex coach Azzurro, Stefan Mair, ebbe da Saul Miller, psicologo dello sport. A Bolzano disputò una stagione convincente in cui risultò il Top Scorer della squadra e contribuì in maniera determinante alla vittoria del campionato. Al termine della stagione rinnovò il suo contratto con i Foxes.
Dopo due anni trascorsi con la squadra altoatesina si trasferì agli Iserlohn Roosters nella Deutsche Eishockey-Liga. Nell'agosto 2020 siglò un contratto annuale con gli ungheresi del Fehérvár AV19, facendo ritorno nella lega mitteleuropea ICE Hockey League.
Per la 2021-2022 rinnovò l'accordo con i magiari e fu tra i protagonisti dell'annata che si chiuse con l'accesso alla finale playoff, poi persa contro il Salisburgo. Al termine del campionato prolungò di un ulteriore anno il suo contratto.
Terminata la stagione da Top Scorer del team, il 23 marzo 2023 firmò con l'HC Val Pusteria, sancendo il suo ritorno in una squadra di club italiana.
Dopo due annate lasciò la squadra brunicense per accasarsi agli sloveni dell'HK Olimpija.

### Nazionale
In possesso del passaporto italiano e maturate due stagioni consecutive in una squadra di club italiana, necessarie per vestire la maglia azzurra, Petan il 7 febbraio 2019 esordì con il Blue Team all'Euro Ice Hockey Challenge in Slovenia nel match inaugurale vinto 4-3 contro la Bielorussia.
Nel mese di aprile dello stesso anno giocò le prime due amichevoli in preparazione ai Mondiali Élite in Slovacchia, per poi essere escluso, a sorpresa, dalla lista dei convocati per il torneo.
A maggio 2021 partecipò ai Mondiali di Top Division in Lettonia, ricoprendo il ruolo di capitano alternativo. Segnò la sua prima rete in una competizione iridata nell'incontro inaugurale perso 9-4 contro la Germania. Al termine del torneo risultò uno dei tre migliori giocatori azzurri. L'agosto seguente partecipò al torneo di qualificazione olimpica di Riga.
Nel 2022 disputò i Mondiali di Gruppo A di Helsinki, che si conclusero con la retrocessione degli Azzurri in Prima Divisione. L'anno successivo prese parte ai Mondiali di Iª Divisione - Gruppo A di Nottingham.

## Palmarès

### Club
- Campionato austriaco: 1

Bolzano: 2017-2018

### Individuale
- BCHL (Coastal) First All-Star Team: 1

2011-2012
- BCHL (Coastal) Most Valuable Player: 1

2011-2012
- WCHA All-Rookie Team: 1

2012-2013
- WCHA Second All-Star Team: 1

2014-2015
- WCHA All-Academic Team: 1

2015-2016
- WCHA First All-Star Team: 1

2015-2016
- WCHA Player of the Year: 1

2015-2016
- WCHA Scoring Champion: 1

2015-2016  (29 reti) 
- NCAA (West) Second All-American Team: 1

2015-2016
- NCAA Top Collegiate Player (Hobey Baker Award) Finalist: 1

2015-2016
- Top 3 Player on Team del Campionato mondiale di hockey su ghiaccio: 1

Lettonia 2021